# Hyalocystis
Hyalocystis är ett släkte av vindeväxter. Hyalocystis ingår i familjen vindeväxter.
Kladogram enligt Catalogue of Life:
| Hyalocystis | \| \| Hyalocystis popovii \| \| \| \| \| \| Hyalocystis viscosa \| \| \| \| |
|             | \| \| Hyalocystis popovii \| \| \| \| \| \| Hyalocystis viscosa \| \| \| \| |
|             | Hyalocystis popovii                                                         |
|             |                                                                             |
|             | Hyalocystis viscosa                                                         |
|             |                                                                             |